# Robert C. Merton

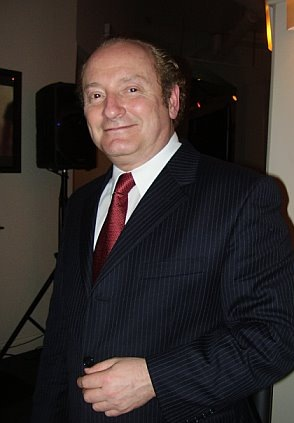
Robert Carhart Merton (2006)

Robert Cox Merton (* 31. Juli 1944 in New York) ist ein US-amerikanischer Ökonom und Hochschullehrer. Sein Hauptgebiet ist die quantitative Analyse des Kapitalmarkts mit Methoden der modernen Stochastik, basierend auf einer Modellierung des zukünftigen Kursverlaufs der Kapitalgüter als kontinuierliche Brownsche Bewegung. Sein bekanntestes Resultat ist die Bestätigung, dass die Black-Scholes-Formel zur Bestimmung von Optionswerten auch im Fall kontinuierlicher Zeit gilt. Dafür erhielt er 1997 gemeinsam mit Myron S. Scholes den Wirtschaftsnobelpreis. Ähnliche Beiträge leistete er zum Konsum-Investitions-Problem und zum Einsatz von Optionspreismodellen als Insolvenzprognoseverfahren.

## Leben
Robert C. Merton ist der Sohn von Robert K. Merton. Seine Mutter Suzanne Carhart entstammte einer traditionsreichen Methodisten-/Quäkerfamilie aus New Jersey. Nach dem Geburtsnamen seiner Mutter ist Robert C. Merton auch unter dem Namen Robert Carhart Merton bekannt.
Schon als Kind interessierte er sich für Mathematik und Finanzen. Er studierte an der School of Engineering and Applied Science der Columbia University. Nach seinem Abschluss in angewandter Mathematik ging er 1966 an das California Institute of Technology, um eine Doktorarbeit zu schreiben, entschloss sich 1967 aber, ein Studium der Betriebswirtschaft am Massachusetts Institute of Technology zu beginnen. Hier wurde er stark beeindruckt von Paul Samuelson, dessen Assistent er wurde. Nach der Promotion 1970 lehrte er Ökonomie an der MIT Sloan School of Management bis 1988, als er an die Harvard University berufen wurde.
An der Sloan School lernte er Myron Scholes und Fischer Black kennen. Aus ihrer Zusammenarbeit entstanden grundlegende Arbeiten über die Bewertung von Aktienoptionen. Die Methode ist heute als Black-Scholes-Modell bekannt. Der Name Merton-Black-Scholes-Methode wäre gerechter, hat sich aber nicht durchgesetzt. Alle drei wurden jedoch im Rahmen der Nobelpreisverleihung gewürdigt. Fischer Black war bereits verstorben, sonst wäre er Mit-Preisträger geworden.
1986 war Merton Präsident der American Finance Association. 1986 wurde er in die American Academy of Arts and Sciences gewählt, 1993 in die National Academy of Sciences berufen.
Merton wendete die von ihm gefundenen Finanzierungsmodelle unter anderem als Mitgründer von Long-Term Capital Management (LTCM) an. Dieser 1994 gegründete Hedgefonds entwickelte und vermarktete innovative Finanzprodukte. Bis zum Jahr 1998 hatte LTCM nach einer veröffentlichten Schätzung Kontrakte im Gesamtwert von einer Billion Dollar abgeschlossen; es handelte sich um Derivate, Swaps und andere komplexe Finanzierungsinstrumente. Aufgrund der sich verschlechternden makroökonomischen Bedingungen in den Schwellenländern, der Russlandkrise und Fehlspekulationen mit italienischen Staatsanleihen geriet LTCM zunehmend unter Druck. Es wurde durch die Fehlspekulationen eine Kettenreaktion befürchtet, die zu einem Zusammenbruch des internationalen Finanzsystems führen könnte. In einer bis dahin weltweit einmaligen Rettungsaktion wurde 1998 das Schlimmste abgewendet; der Fonds wurde im Jahr 2000 endgültig aufgelöst.
2002 griff Merton in die Debatte um die Verbuchung von Aktienoptionen für Mitarbeiter ein. Die Vergabe von Aktienoptionen war in den Jahren davor ein beliebtes Mittel, um Mitarbeiter an Internet-Startupfirmen zu binden. Es ist allgemein üblich, diese Optionen erfolgsneutral und nicht als Aufwand (also erfolgswirksam) zu verbuchen. Diese Praxis wird von einigen Ökonomen mitverantwortlich dafür gemacht, dass es um das Jahr 2000 herum zu einer Aufblähung von Aktienkursen mit anschließendem Zerplatzen der Spekulationsblase kam. Merton sprach sich dafür aus, vergebene Aktienoptionen als Aufwand zu verbuchen.

## Werke
- Robert Merton, Zvi Bodie: Finance, Prentice-Hall, New Jersey 1998.
- R. Merton, D. Crane, K. Froot, S. Mason, A. Perold, Z. Bodie, E. Sirri, and P. Tufano: The Global Financial System: A Functional Perspective, Harvard Business School Press, Boston 1995.